# Japanosoma scabrum
Japanosoma scabrum är en mångfotingart som beskrevs av Karl Wilhelm Verhoeff 1914. Japanosoma scabrum ingår i släktet Japanosoma och familjen Conotylidae. Inga underarter finns listade i Catalogue of Life.